# Madeleine Woog
Madeleine Woog, née le 23 décembre 1892 à La Chaux-de-Fonds et morte le 22 avril 1929 à Zurich, est une artiste peintre suisse.

## Biographie
Fille d'un industriel horloger de La Chaux-de-Fonds, Madeleine Woog pratique plusieurs arts, dont la danse et la musique, avant de se tourner vers les arts plastiques. Elle suit dès 1909 le Cours supérieur de décoration donné par le peintre chaux-de-fonnier Charles L'Eplattenier à l'École d'art de La Chaux-de-Fonds, puis voyage à Paris. Dès 1914, Madeleine Woog se tourne définitivement vers la peinture à l'huile. Elle dispose d'abord d'un atelier dans l'ancien hôpital de la ville où se sont installés en 1910 les Ateliers d'Art Réunis, créés par Charles-Édouard Jeanneret, dit le Corbusier. Durant cette période, Madeleine Woog commence également à rédiger des cahiers de poèmes. 
En 1916, elle expose avec Charles Humbert, Lucien Schwob et Philippe Zysset à l'Hôtel des Postes de La Chaux-de-Fonds. Cette exposition marque la naissance d'un mouvement d'art chaux-de-fonnier. Ses œuvres commencent peu à peu à être reconnues et appréciées par la critique. En 1919, elle fait partie du groupe de création de la revue Les Voix qui paraît jusqu'en 1920. L'année suivante, elle épouse l'artiste peintre Charles Humbert. En 1926, elle contracte une coqueluche. Soignée à Montana, elle réalise une série de dessins à la mine de plomb. Ses dernières toiles datent de 1927, avant un deuxième séjour dans la station valaisanne. En décembre de la même année, elle entre pour un séjour de plusieurs mois à l'Hôpital cantonal de Zurich, où elle retourne à la fin de l'année 1928. Elle meurt d'une tuberculose le 22 avril 1929 à Zurich. 

## Art
Dès l'enfance, Madeleine Woog porte un grand intérêt aux arts en général. Elle danse, chante, joue du piano et pratique le patinage artistique avant de se tourner définitivement vers la peinture et l'écriture. À partir de 1914, elle rédige aussi une soixantaine de poèmes. 
Sa peinture est figurative, orientée vers la sphère privée et l'introspection. On y trouve des portraits, des autoportraits, des paysages, ainsi que des natures mortes. Modèle omniprésent dans la peinture de son mari Charles Humbert et dans la sienne propre, Madeleine Woog est une figure emblématique de la peinture chaux-de-fonnière des années 1920 et son travail est bien représenté dans les collections du musée des beaux-arts de la Chaux-de-Fonds.

## Galerie

Madeleine Woog, Autoportrait, 1926, Musée de beaux-arts de La Chaux-de-Fonds
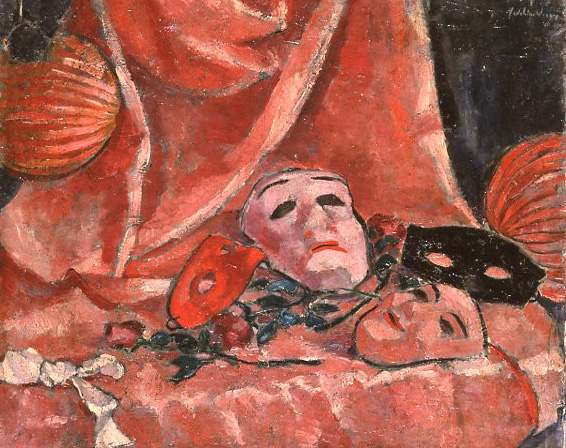
Madeleine Woog, Masques, non daté (1912-1916), Musée des beaux-arts de La Chaux-de-Fonds